# U-1 (1935)
U-1 – niemiecki okręt podwodny typu IIA z okresu II wojny światowej, pierwszy okręt podwodny III Rzeszy.
Należał do typu okrętów zaprojektowanych z pogwałceniem traktatu wersalskiego w tajnym niemieckim biurze projektowym IvS w Holandii. Stępkę pod budowę jednostki położono 11 lutego 1935 roku w stoczni Deutsche Werke w Kilonii, gdzie został zwodowany 15 czerwca 1935 roku. Przyjęty do służby w Kriegsmarine 29 czerwca 1935 roku – zaledwie 11 dni po zawarciu niemiecko-brytyjskiego traktatu morskiego, zezwalającego Niemcom na budowę ograniczonej liczby okrętów podwodnych. Do wiosny 1940 roku U-1 pełnił rolę szkoleniową, po rozpoczęciu zaś niemieckiej inwazji na Norwegię skierowany został do wsparcia sił inwazyjnych. Przeprowadził dwa patrole wojenne, podczas których nie odniósł żadnych sukcesów. Na początku kwietnia 1940 roku zatonął na minie na Morzu Północnym podczas drugiego z nich.
U-1 był jednokadłubowym okrętem podwodnym o wyporności nawodnej 254 ton oraz 303 ton w zanurzeniu, rozwijającym prędkość 13 węzłów na powierzchni oraz 6,9 węzła pod wodą. Wyposażony był w trzy wyrzutnie torpedowe kalibru 533 mm na dziobie, a napęd na powierzchni zapewniany był przez dwa sześciocylindrowe silniki Diesla o łącznej mocy 700 KM. Załogę okrętu stanowiło 25 osób.

## Budowa i konstrukcja
U-1 był pierwszą jednostką typu IIA wybudowaną w Deutsche Werke dla Niemiec, po wcześniejszym zwodowaniu w Turku „Vesikko” (projekt CV707) – okrętu prototypowego dla Finlandii. Jednostka zaprojektowana została pod oznaczeniem MVBIIA z naruszeniem postanowień traktatu wersalskiego z 1919 roku – zakazującego Niemcom projektowania i budowy okrętów podwodnych – w tajnym niemieckim biurze projektowym Ingenieurskantoor voor Scheepsbouw (IvS) w Hadze. Kontrakt na budowę okrętu podpisano w styczniu 1934 roku, w tym samym też miesiącu – okrężną drogą przez IvS w Hadze – do Kilonii dotarły z Zagłębia Ruhry blachy walcowane do budowy kadłuba. Stępkę pod okręt położono 11 lutego 1935 roku w Kilonii, gdzie zwodowano go 15 czerwca 1935 roku.

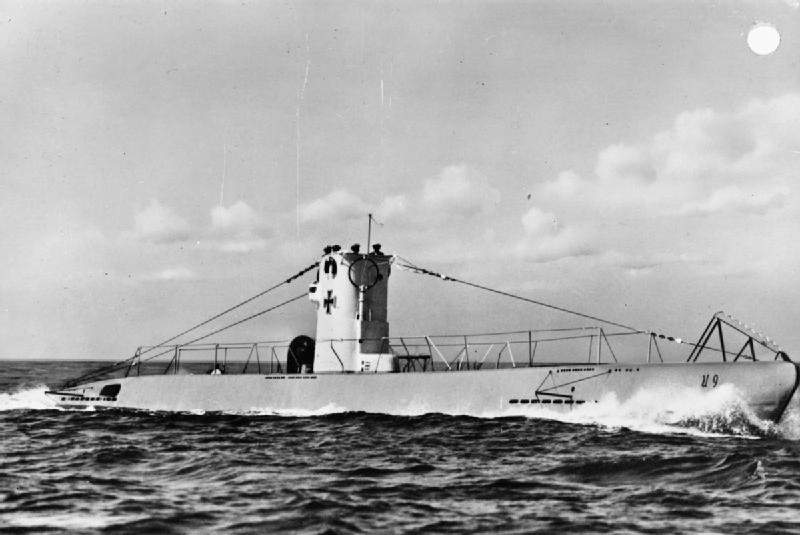
Przecinacz sieci torpedowych na dziobie i służące do ich przenoszenia ponad okrętem kable wzdłuż kadłuba jednostki – jedne z wielu pozostałości konstrukcyjnych po U-Bootach z czasów I wojny światowej, widoczne na pokładzie podobnej do U-1 jednostki typu IIB – U-9

U-1 był jednokadłubowym okrętem podwodnym o konstrukcji spawanej i wyporności traktatowej 250 ton, jednak jego rzeczywista wyporność bojowa na powierzchni wynosiła 254 tony. Pod wodą okręt wypierał 303 tony, przy długości całkowitej 40,9 metra oraz szerokości 4,08 metra. W pozycji nawodnej kadłub miał zanurzenie 3,83 metra. Zespół energetyczny okrętu tworzyły dwa 6-cylindrowe czterosuwowe silniki Diesla Motorenwerke Mannheim MWM RS127S o łącznej mocy 700 KM (2 x 350 KM) przy 1000 obrotach na minutę oraz dwa silniki elektryczne SSW PG W322/26 o mocy 300 kW (2 x 180 KM). Zastosowana forma kadłuba oraz układ napędowy na powierzchni, umożliwiał jednostce osiąganie prędkości maksymalnej wynoszącej 13 węzłów, elektryczny zespół energetyczny zaś, umożliwiał U-1 rejs podwodny z prędkością nieprzekraczającą 6,9 węzła. Zbiorniki paliwa mieściły łącznie 11,61 ton oleju napędowego, co umożliwiało jednostce rejs o długości 1600 mil morskich z prędkością 8 węzłów. Zasięg podwodny okrętu wynosił 35 mile przy prędkości 4 węzłów. Podobnie jak w przypadku innych jednostek typu II, zanurzenie testowe okrętu wynosiło 100 metrów, zanurzenie maksymalne 150 metrów, zaś czas całkowitego zanurzenia 25 sekund.
Podstawowe uzbrojenie okrętu stanowiły torpedy typu G7a, umieszczone w trzech wyrzutniach torpedowych kalibru 533 mm na dziobie oraz dwie torpedy w zapasie. Opcjonalnie możliwe było jednak zabranie przez okręt sześciu torped, przez umieszczenie dodatkowego pocisku w korytarzu między przedziałem torpedowym a centrum bojowym okrętu. Możliwość ta nie była jednak często wykorzystywana, gdyż dodatkowy ciężar w tym miejscu zaburzał trym okrętu i powodował jeszcze trudniejsze warunki życia dla 25 członków załogi. Zamiennie z torpedami, U-1 mógł przenosić do 18 min. Uzbrojenie to uzupełnione było pojedynczym działkiem kalibru 20 mm.

## Służba
Okręt wszedł do służby w Kriegsmarine 29 czerwca 1935 roku. Pierwsze dowództwo jednostki objął kapitänleutnant Klaus Ewerth, który tym samym został pierwszym dowódcą okrętu podwodnego należącego do Kriegsmarine. Od tego roku, wraz z podzielonymi na cztery grupy kolejnymi ukończonymi okrętami typów IIA i IIB (U-1 do U-24), prowadził z Kilonii działalność szkoleniowo treningową, aby w 1937 roku wraz z pozostałymi jednostkami typu IIA (U-2 do U-6) utworzyć Flotyllę Szkoły U-Bootów i Grupę Treningową Szkoły U-Bootów.
Gdy 7 marca 1936 roku wojska niemieckie zajmowały zagłębie Ruhry, wraz z pozostałymi pięcioma okrętami swojego typu oraz 12 jednostkami wchodzącymi w skład 1. Flotylli U-Bootów „Weddingen” U-1 został wysłany na patrol bojowy, na wypadek ewentualnej wojny morskiej z Polską, Francją lub Związkiem Radzieckim, na Morzu Północnym i Morzu Bałtyckim. Podobne wysłanie U-1 wraz z innymi jednostkami podwodnymi na patrol bojowy miało miejsce podczas anschlussu Austrii, nieudanej próby zajęcia przez Niemcy Sudetów w maju oraz po układzie monachijskim we wrześniu 1938 roku.
| Dowódcy okrętu           | Dowódcy okrętu       | Dowódcy okrętu       |
| ------------------------ | -------------------- | -------------------- |
| Kptlt. Klaus Ewerth      | 29 czerwca 1935      | 30 września 1936     |
| Kptlt. Alexander Gelhaar | 1 października 1936  | 2 lutego 1938        |
| (nieznany)               | 3 lutego 1938        | 28 października 1938 |
| KrvKpt. Jürgen Deecke    | 29 października 1938 | kwiecień 1940        |

Mimo niedostatecznej liczby okrętów podwodnych w momencie wybuchu II wojny światowej, dowodzący w tym czasie flotą podwodną w randze kommodore’a Karl Dönitz, nie skierował U-1 wraz z innymi jednostkami typów II do operacji przeciw Wielkiej Brytanii i Francji. Na swój pierwszy wojenny patrol bojowy U-1 wypłynął z Kilonii dopiero 15 marca 1940 roku, celem wsparcia – wraz z innymi jednostkami swojego typu – niemieckiej inwazji na Norwegię. Patrolował wówczas wody na południowy zachód od Norwegii, jednak nie odniósłszy żadnych sukcesów już 29 marca powrócił do Niemiec, zawijając do Wilhelmshaven. Już 4 kwietnia 1940 roku – ponownie pod dowództwem dwudziestoośmioletniego Jürgena Deecke – wypłynął na swój drugi patrol bojowy, z którego jednak nigdy nie powrócił. Za datę zatopienia jednostki, uznaje się 6 kwietnia, kiedy U-1 raportował swoją pozycję. Jego zatopienie zostało początkowo przyznane przez Brytyjczyków należącemu do Royal Navy HMS „Porpoise”, który zaatakował torpedą niezidentyfikowany okręt. Po przeprowadzeniu jednak dalszych analiz brytyjska Admiralicja uznała, że pierwszy okręt podwodny III Rzeszy wpadł na minę na polu minowym nr 7, postawionym przez brytyjskie niszczyciele HMS „Express”, „Esk”, „Icarus” i „Impulsive” na północ od Terschelling. Przeprowadzone po odnalezieniu w 2007 roku wraku na pozycji 54-15.159N 05-10.07E oględziny jednostki, wykazały całkowicie urwaną rufę okrętu, co mogłoby potwierdzać zniszczenie U-1 przez eksplozję miny.